# Lijst van personages uit Homestar Runner
Dit artikel bevat een overzicht van de (fictieve) personages uit de Flash-cartoonreeks Homestar Runner en het avonturenspel Strong Bad's Cool Game for Attractive People.

## Homestar Runner
Homestar Runner is het hoofdpersonage uit de reeks. Hij is "de beste atleet" die "door iedereen" wordt geliefd Hij krijgt training van Coach Z, hoewel het nooit duidelijk wordt welke sporten Homestar Runner allemaal beoefend. Ook zijn er heel wat bizarre sporten bij die in realiteit niet bestaan. Homestar Runner heeft uitzonderlijk lange benen ten opzichte van de rest van zijn lichaam. Hij heeft wel degelijk armen en handen van een "normale" grootte, maar deze zijn onzichtbaar voor de anderen. Hij kan dus voorwerpen opnemen, maar de armen en handen ziet men nooit. Er is dus een witruimte tussen het opgeheven voorwerp en zijn lichaam waartussen zijn onzichtbare armen bevinden.

## Strong Bad
Strong Bad is een zelfingenomen macho die vindt dat iedereen zijn levensstijl moet overnemen. Hij woont samen met zijn jongere broer Strong Sad, oudere broer Strong Mad en hun huisdier The Cheat. Strong Bad beledigt mensen regelmatig, houdt hen voor de gek of haalt grappen met hen uit. Strong Bad heeft ook een braakliggend stuk grond dat hij als zijn universum "Strong Badia" aanziet. Strong Bad haat Homestar Runner en beiden bevechten elkaar in diverse wedstrijden en competities. Strong Bad is gekleed als een superheld - hoewel hij dat niet is - en draagt bokshandschoenen. Hij is verslaafd aan e-mail en zijn uit-de-jaren-1980-daterende-spelcomputer.

## Strong Sad
Strong Sad is de jongere broer van Strong Bad. Hij heeft een afwijking aan zijn voet waardoor deze lijkt als die van een olifant. Vandaar dat Strong Sad denkt af te stammen van olifanten. Hij is extreem dik en heeft heterochromie. Zijn huid is zeer wit, maar er wordt nergens vermeld dat hij albino zou zijn. Meestal is hij zeer kalm en welbespraakt. Strong Bad pest hem altijd en scheldt hem regelmatig uit. Strong Sad is manisch-depressief. Hij is wel intelligent en creatief.

## Strong Mad
Strong Mad is een overdreven gespierde man. Hij is de oudere broer van Strong Bad. Hij is oerdom en zijn zinnen bestaan slechts uit enkele woorden die hij op eenzelfde lage toon brult.  Hij helpt Strong Bad met diverse kwajongensstreken. Strong Mad is eerder militaristisch ingesteld. Hij tracht wel vriendelijk te zijn tegen anderen, maar dat lukt hem bijna nooit omwille van zijn uiterlijk en manier van doen.

## The Cheat
The Cheat is het huisdier van Strong Bad. Het dier wordt regelmatig mishandeld door Strong Bad en de andere personages. Enkel Strong Mad neemt het voor het dier op. Wat voor dier The Cheat juist is, is niet geweten. Van uiterlijk lijkt hij op een kruising tussen Pikachu en Eugene the Jeep. The Cheat kan bepaalde muziekinstrumenten bespelen. Hij heeft een eigen taal die enkel bestaat uit het woord "meh" dat op verschillende ritmes en hoogtes wordt uitgesproken. Desondanks kan iedereen hem verstaan, op de lezer van de cartoon na. The Cheat is niet te betrouwen. Hij komt afspraken niet na, speelt onder hetzelfde hoedje met tegenstanders, zal proberen vals te spelen, ...

## Marzipan
Marzipan is het enige vrouwelijke hoofdpersonage. Ze heeft een peervormig hoofd en lichaam. Ze heeft twee zwarte ogen, maar de pupillen hebben een verschillende grootte. Ze heeft blond haar in een paardenstaart en draagt een paarse jurk met witte stippen. Net zoals Homestar Runner heeft ze onzichtbare armen en handen. Marzipan is ook de vriendin van Homestar Runner, maar enkel wanneer het haar uitkomt. Ze is feministisch, vegetarisch, politiek correct en ecologisch ingesteld. Echter is ze hierin heel hypocriet.

## Bubs
Bubs is een handelaar en eigenaar van "Bubs' Concession Stand". De waren en diensten die hij aanbiedt, wijzigen voortdurend. Hij heeft een rond blauwachtig hoofd en mismaakte ogen. Zijn bovenlijf is oranje en zijn benen bruin. Bubs wil altijd snel geld verdienen en doet dus ook aan duistere praktijken.

## Coach Z
Coach Z is de coach van de inwoners van "Free Country, USA", hoewel onduidelijk is om welke sporten het zou gaan. Hij zal nooit iets negatiefs zeggen en moedigt mensen enorm hard aan. Hij draagt een baseballpetje. Het is niet duidelijk of hij een groene huidskleur heeft of een groen pak draagt. Coach Z articuleert veel woorden verkeerd en blijkt ook een mentaal en seksueel probleem te hebben. Zo heeft hij soms aanvallen van schizofrenie. Hoewel hij van uiterlijk een man is, beweert hij soms moeder te zijn. Verder kan hij niet overweg met geld.

## Pom Pom
Pom Pom is een Pom afkomstig van het "Eiland van de Pom". Wat voor wezen Pom verder is, is eerder onduidelijk. Hij heeft een geel lichaam met oranje strepen. Zijn hoofd is ovaal, de armen en voeten driehoekig. Pom Pom heeft zwarte ovale ogen, maar geen mond. Het enige geluid dat hij maakt, is een blub-geluid. Hij kan allerhande voorwerpen door zijn huid steken om daar te bewaren. Net zoals bij The Cheat verstaat iedereen Pom Pom. Pom Pom heeft een digitale agenda waarin hij alle afspraken en weetjes over vrouwen noteert.

## King of Town
King of Town is de koning van "Free Country, USA". Hij draagt een rode mantel met witte kraag. Hij heeft een wit hoofd met donkere ogen, baard en snor. Ook draagt hij een gouden kroon. Hij heeft een eetziekte en verorbert alles wat eetbaar is. Het enige wat hij niet lijkt te lusten, zijn wortelen. King of Town maakt de meest idiote wetten.

## Poopsmith
Poopsmith is een personage dat voor King of Town werkt als "poopsmith". Hij ruimt overal in het rijk de feces op. De poopsmith zal nooit een conversatie aangaan of iets zeggen. Men hoort hem wel af en toe zingen, maar het is onduidelijk of hij echt zingt of playbackt.

## Homsar
Homsar is een energieke dwerg met rode schoenen, blauw hemd en hoedje. Hij beweert kapitein te zijn van een gravitatietrein. Zijn ouders zijn koffiekoppen. Homsar gebruikt Engelse woorden en gebruikt juiste zinsconstructies, maar zijn zinnen hebben geen inhoudelijke waarde of lijken wartaal. In Strong Bad's Cool Game for Attractive People blijkt dat hij wel intelligent is, maar dat hij een eigen taal gebruikt gebaseerd op Engelstalige woorden en grammatica. Hij heeft bovennatuurlijke krachten en kan zweven. Ook kan hij zijn hoofd 180 graden draaien.